# Cephalotes cordiventris
Cephalotes cordiventris är en myrart som först beskrevs av Santschi 1931.  Cephalotes cordiventris ingår i släktet Cephalotes och familjen myror. Inga underarter finns listade.